# Municipio de East Goshen
El municipio de East Goshen (en inglés: East Goshen Township) es un municipio ubicado en el condado de Chester en el estado estadounidense de Pensilvania. En el año 2000 tenía una población de 4221 habitantes y una densidad poblacional de 254,6 personas por km².

## Geografía
El municipio de East Goshen se encuentra ubicado en las coordenadas 39°59′07″N 75°32′53″O / 39.98528, -75.54806.

## Demografía
Según la Oficina del Censo en 2000 los ingresos medios por hogar en la localidad eran de $64 777 y los ingresos medios por familia eran de $86 720. Los hombres tenían unos ingresos medios de $61 048 frente a los $36 814 para las mujeres. La renta per cápita de la localidad era de $37 775. Alrededor del 3,5% de la población estaba por debajo del umbral de pobreza.

## Educación
El Distrito Escolar del Área de West Chester gestiona escuelas públicas.